# Clutch (album de Peter Hammill)
Pour les articles homonymes, voir Clutch.
Albums de Peter Hammill
The Thin Man sings Ballads
(2002) Incoherence
(2004)
Clutch est le vingt-neuvième album studio de Peter Hammill, sorti en 2002.

## Liste des titres
1. We are Written
2. Crossed Wires
3. Driven
4. Once you called me
5. The Ice Hotel
6. This is the Fall
7. Just a Child
8. Skinny
9. Bareknuckle Trade